# ابرهارد شیمیک
ابرهارد شیمیک (انگلیسی: Eberhard Schymik; ۸ ژوئیهٔ ۱۹۳۴ – ۸ سپتامبر ۱۹۷۹) بازیکن فوتبال اهل آلمان بود.
از باشگاه‌هایی که در آن بازی کرده‌است می‌توان به باشگاه فوتبال آینتراخت فرانکفورت اشاره کرد.